# My Little Pony: Equestria Girls – Holidays Unwrapped
My Little Pony: Equestria Girls – Aventuras de Fim de Ano (My Little Pony: Equestria Girls – Holidays Unwrapped na versão original) é uma série animada como especial de televisão-tema de natal canadense e estadunidense de 2019, baseado na franquia do mesmo nome, da websérie Digital Series e um spin-off da série animada de My Little Pony: A Amizade É Mágica da Hasbro. O especial tem 44 minutos de duração e considerado quinto especial de uma hora seguindo Forgotten Friendship e Rollercoaster of Friendship de 2018, e Spring Breakdown e Sunset's Backstage Pass de 2019. É a última obra do conteúdo Equestria Girls produzida por DHX Media (agora conhecido como WildBrain).
O especial foi exibido em 2 de novembro de 2019, no canal Discovery Family. Diferente dos especiais anteriores, Holidays Unwrapped é uma compilação de seis curtas de sete minutos em vez de uma única história de uma hora.
No Brasil o especial estreou em 24 de dezembro de 2019, às 22:30 no Discovery Kids.

## Enredo
A cada temporada de Natal, Pinkie Pie assa uma sobremesa para Rarity e faz uma roupa de festival para Pinkie. Nesta temporada, Pinkie assou um suflê, mas quando Pinkie Pie e Sunset saem para entregar o bolo frágil, eles imediatamente enfrentam uma briga de bola de neve furiosa entre Applejack e seus aliados e Rainbow Dash e seus aliados. Pinkie tem apenas sete minutos para entregar o suflê antes que esvazie. Em um ato de bravura, Sunset Shimmer se sacrifica para que Pinkie Pie possa correr pelo quintal, mas Pinkie não faz isso o tempo todo. Pinkie Pie teme que o bolo caia e, portanto, sua tradição natalina terminará. Ela está pronta para fazer um esforço final para salvar a tradição e o bolo, quando é surpreendida por alguém especial, que tem o poder de protegê-la das bolas de neve e garantir que a tradição seja preservada.

## Elenco
- Rebecca Shoichet como Sunset Shimmer
- Tara Strong como Twilight Sparkle (Sci-Twi)
- Ashleigh Ball como Rainbow Dash e Applejack
- Andrea Libman como Pinkie Pie e Fluttershy
- Tabitha St. Germain como Rarity, Vovó Smith, Photo Finish e Vice-diretora Luna
- Richard Newman como Sr. Cranky Doodle
- Nicole Oliver como Diretora Celestia
- Vincent Tong como Flash Sentry
- Richard Ian Cox como Snails
- Kathleen Barr como Trixie Lulamoon
- Michael Dobson como Bulk Biceps
- Sam Vincent como Flim
- Scott McNeil como Flam
- Michelle Creber como Apple Bloom
- Ryan Beil como Zephyr Breeze
- Lee Tockar como Snips

## Transmissão
Holidays Unwrapped foi exibido em 2 de novembro de 2019, no canal Discovery Family. No Brasil, foi exibido em 24 de dezembro de 2019, no especial de natal do Discovery Kids. No YouTube, estreou em 16 de novembro e terminou em 20 de dezembro de 2019.

### Episódios
| # | Título                   | Data de transmissão    |
| - | ------------------------ | ---------------------- |
| 1 | Blizzard or Bust         | 16 de novembro de 2019 |
| 2 | The Thin Red Pie         | 22 de novembro de 2019 |
| 3 | The Cider Louse Fools    | 29 de novembro de 2019 |
| 4 | Winter Break-In          | 6 de dezembro de 2019  |
| 5 | Dashing Through The Mall | 13 de dezembro de 2019 |
| 6 | O Come All Ye Squashful  | 20 de dezembro de 2019 |